# جلسان أبيض
جُلَّسان أبيض هو نوعٌ من الجُلَّسان مهده أمريكا الشمالية. لا يخشى البرد، يعلو من 50 إلى 150 سم. أوراقه مستطيلة قليلة الزغب. أزهاره نورية وترية التجميع لونها إلى البياض الثلجي قطرها نحو 4 سم. إزهراره يستمر من أيار إلى تموز.